# Vickers Wellington
Vickers Wellington là một loại máy bay ném bom hạng trung tầm xa hai động cơ của Anh, được thiết kế vào giữa thập niên 1930 tại Brooklands ở Weybridge, Surrey, bởi kỹ sư thiết kế trưởng của hãng Vickers-Armstrongs là R. K. Pierson thực hiện. Nó được sử dụng rộng rãi làm máy bay ném bom bay đêm vào thời kỳ đầu của Chiến tranh thế giới II, trước khi bị thay thế bởi các loại máy bay ném bom hạng nặng 4 động cơ như Avro Lancaster. Wellington tiếp tục được sử dụng cho đến hết chiến tranh với các vai trò khác nhau, đặc biệt là làm máy bay chống ngầm. Nó là máy bay ném bom duy nhất của Anh được chế tạo mà hoạt động đến hết chiến tranh. Wellington là một trong hai máy bay ném bom được đặt tên theo Quận công Wellington, chiếc kia là Vickers Wellesley.

## Biến thể

### Biến thể ném bom

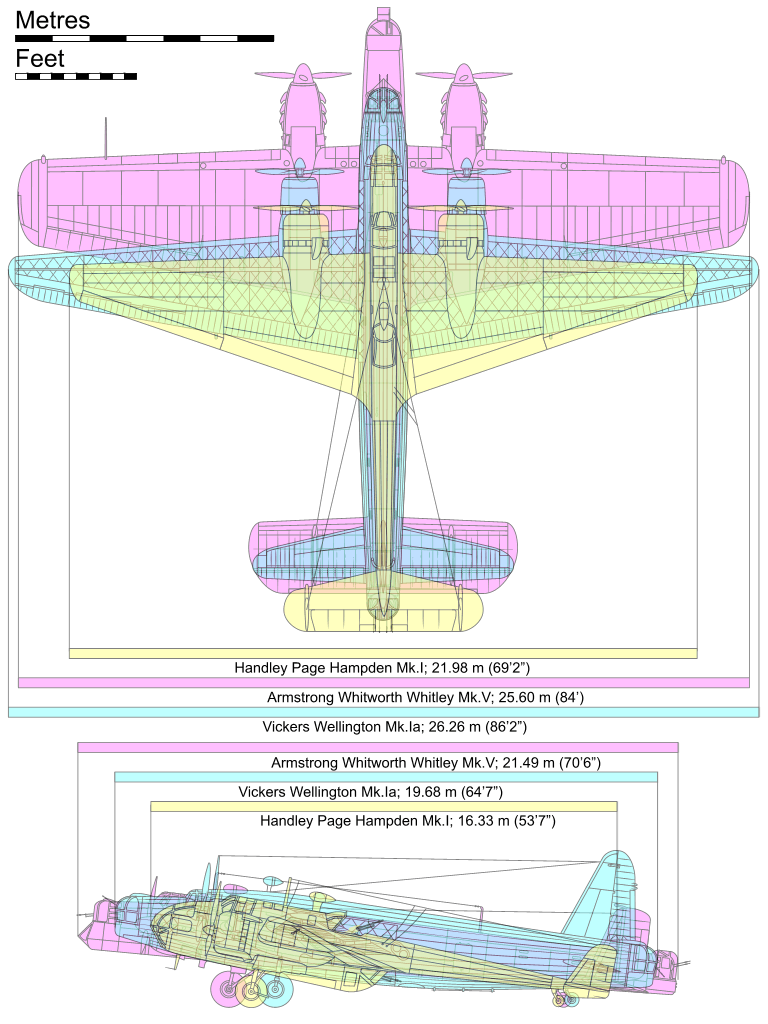
Sơ đồ so sánh tỉ lệ bộ ba máy bay ném bom hạng trung hai động cơ của Anh vào đầu Chiến tranh thế giới II: Wellington xanh), Handley Page Hampden (hồng) and Armstrong Whitworth Whitley (vàng).

Type 271Mẫu thử máy bay ném bom Wellington.
Type 285 Wellington Mark IMột mẫu thử tiền sản xuất. Lắp 2 động cơ Bristol Pegasus X.
Type 290 Wellington Mark IPhiên bản sản xuất đầu tiên. Lắp 2 động cơ 1,000 hp (750 kW) Bristol Pegasus XVIII. Có tháp súng Vickers, 183 chiếc chế tạo tại Weybridge và Chester.
Type 408 Wellington Mark IA
Type 416 Wellington Mark IC
Type 406 Wellington Mark II
Type 417 Wellington B Mark III
Type 424 Wellington B Mark IV
Type 442 Wellington B Mark VI
Type 440 Wellington B Mark X

### Biến thể cho Bộ tư lệnh bờ biển
Type 429 Wellington GR Mark VIII
Type 458 Wellington GR Mark XI
Type 455 Wellington GR Mark XII
Type 466 Wellington GR Mark XIII
Type 467 Wellington GR Mark XIV

### Biến thể vận tải
Wellington C Mark XV
Wellington C Mark XVI

### Biến thể huấn luyện
Type 487 Wellington T Mark XVII
Type 490 Wellington T Mark XVIII
Wellington T Mark XIX
Type 619 Wellington T Mark X

### Biến thể hoán cải và thử nghiệm
Mẫu thử Type 298 Wellington Mark II
Mẫu thử Type 299 Wellington Mark III
Mẫu thử Type 410 Wellington Mark IV
Type 416 Wellington (II)
Type 418 Wellington DWI Mark I
Type 419 Wellington DWI Mark II
Type 407 và Type 421 Wellington Mark V
Wellington Mark VI
Type 449 Wellington Mark VIG
Wellington Mark VII
Type 435 Wellington Mark IC
Type 437 Wellington Mark IX
Type 439 Wellington Mark II
Type 443 Wellington Mark V
Type 445 Wellington (I)
Type 454 và Type 459 Wellington Mark IX
Type 470 và Type 486 Wellington
Type 478 Wellington Mark X
Type 602 Wellington Mark X
Wellington Mark III

## Quốc gia sử dụng

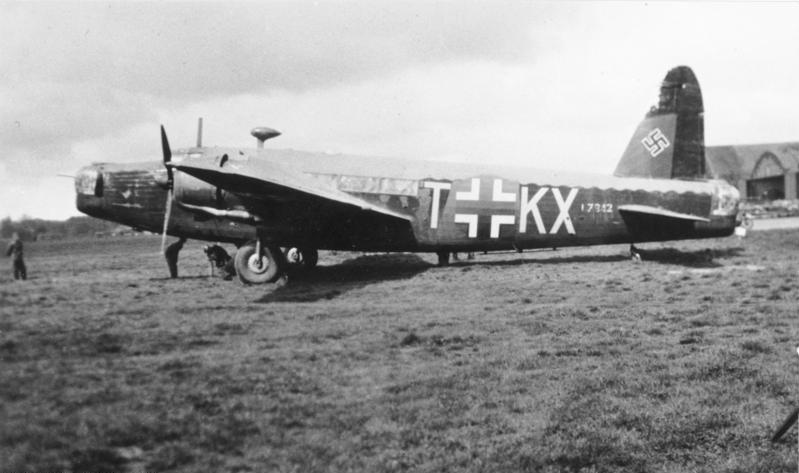
Vickers Wellington Mk.IC, Đức

- Úc
- Canada
- Tiệp Khắc
- Free France
- Đức
- Greece
- New Zealand
- Ba Lan
- Bồ Đào Nha
- South Africa
- Anh Quốc

## Tính năng kỹ chiến thuật (Wellington Mark IC)

Vickers Aircraft since 1908 

### Đặc điểm riêng
- Tổ lái: 6
- Chiều dài: 64 ft 7 in (19,69 m)
- Sải cánh: 86 ft 2 in (26,27 m)
- Chiều cao: 17 ft 5 in (5,31 m)
- Diện tích cánh: 840 ft² (78,1 m²)
- Trọng lượng rỗng: 18.556 lb (8.435 kg)
- Trọng lượng cất cánh tối đa: 28.500 lb (12.955 kg)
- Động cơ: 2 × Bristol Pegasus Mark XVIII, 1.050 hp (783 kW) mỗi chiếc

### Hiệu suất bay
- Vận tốc cực đại: 235 mph (378 km/h)
- Tầm bay: 2.550 mi (2.217 nmi, 4.106 km)
- Trần bay: 18.000 ft (5.490 m)
- Vận tốc lên cao: 1.120 ft/phút (5,7 m/s)
- Lực nâng của cánh: 34 lb/ft² (168 kg/m²)
- Lực đẩy/trọng lượng: 0,08 hp/lb (0,13 kW/kg)

### Vũ khí
- 6-8 súng máy Browning.303
- 4.500 lb (2.041 kg) bom